# Kastellet, Stockholm

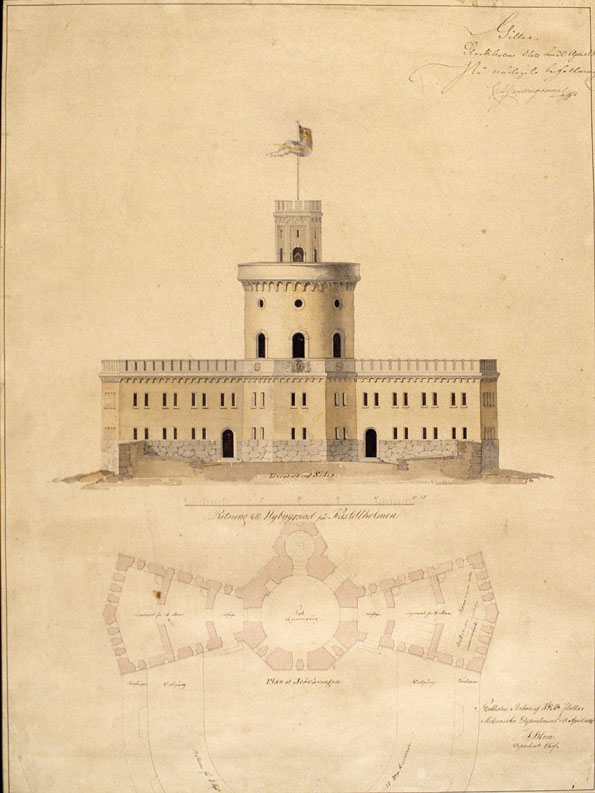
Fredrik Bloms ritning från 1846

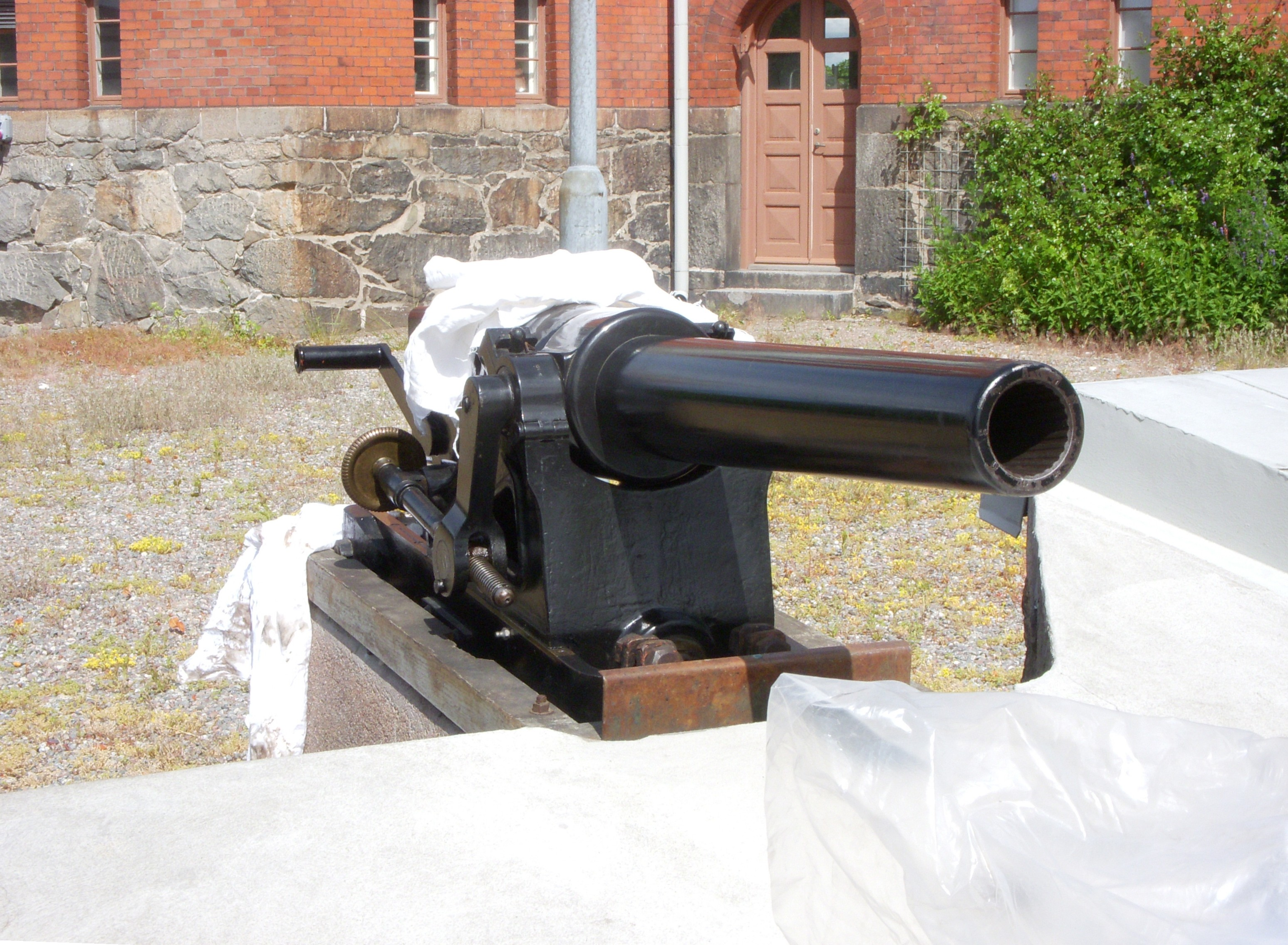
En av Kastellets salutkanoner, juni 2010

Kastellet är en byggnad på Kastellholmen i centrala Stockholm. Sedan 1935 är Kastellet statligt byggnadsminne. På kastellet flaggas varje dag sedan 1660-talet med Sveriges örlogsflagga.

## Kastellets historia
Det första kastellet uppfördes 1667 av arkitekt Erik Dahlbergh. Efter att flottan flyttat till Karlskrona 1680 förföll kastellet. I och med upprättandet av Skepps- och galäreskadern 1715 renoverades kastellet på nytt. Det gick då under namnet Lilla kastellet södra rundeln. Nytt förfall följde dock i den senare delen av 1700-talet och 1784 beslöt man genom ett kungligt brev att det endast skulle tjäna som minnesmärke och vid saluteringar för in- och utgående skepp. Huset byggdes om och bestod vid denna tid av en åttkantig envåningsbyggnad i sten. På det valmade tälttaket fanns en lanternin med flaggstång och i källaren inreddes ett krutförråd.
På eftermiddagen den 21 juni 1845 skakades Stockholm av en smäll då krutförrådet, som användes som ammunitionsfabrik flög i luften. Man beslutade då att uppföra ett nytt kastell på platsen. Chefen för Ingenjörkåren Carl Fredrik Meijer utformade ritningarna till en medeltidsromantisk tjockmurad tornbyggnad med två flyglar. På det platta torntaket avsåg Meijer att placera en 60-pundig bombkanon för att kunna beskjuta angripande skepp. I en cirkelbåge framför kastellet skulle ett salutbatteri placeras med så pass grov kaliber att det även kunde användas i direkta försvarsändamål.
Planerna kom att revideras av arkitekten och överste i Flottans mekaniska kår Fredrik Blom. Tornets proportioner förändrades och det försågs med ett 20 meter högt runt trapptorn som innehåller en spiraltrappa utan spindel. De två krenelerade flygelbyggnaderna i rött formpressat murtegel på en hög sockel av gråsten som innehåller logement. Byggnaden restes mellan 1846 och 1848.
Tanken på en tung bombkanon på Kastellets tak avfördes under processen, men de åtta stycken 24-pundiga kanonerna behölls till en början. Snart efter färdigställandet byttes de dock mot pjäser med mindre kaliber, och idag hälsas besökande örlogsfartyg av fyra salutkanoner från Kastellets utsiktsterrass. Kastellet återfick sin försvarsfunktion under andra världskriget då det blev en del av Stockholms fasta luftförsvar. Man rustade då tornet och batteriplan med snabbskjutande luftvärnskanoner.
Inflyttning i Kastellets logement skedde först 1850, men redan året därpå visade de sig otjänliga. De utrymdes då varefter man 1858 byggde om dem till tjänstebostäder för underofficerare. 1956 dömdes lokalerna ut som bostäder och under 1970-talet genomgick de en ombyggnad till kontor och konferenslokal.

## Flaggning medörlogsflaggan
På tornets topp vajar den tretungade svenska flaggan, det har den gjort sedan 1660-talet. När marinen i form av Kustartilleriets skjutskola lämnade Kastellet 1990 halades örlogsflaggan ner för gott, trodde man, men allmänheten, och framför allt Fartygschefen på dåvarande kustkorvetten HMS Stockholm protesterade.

### HMS Stockholms ingripande
Kommendörkapten Kenneth Lindmark, fartygschef på HMS Stockholm som var på besök i Stockholm sedan den 29 mars 1990, beordrade vid fartygets avgång den 2 april 1990 att fartygets örlogsflagga skulle hissas på Kastellet. För detta syfte skickade Lindmark iland några matroser ur besättningen som tog sig in i Kastellet och hissade flaggan samtidigt som HMS Stockholm passerade förbi under avgivande av salut i form av svensk lösen. I samband med detta sände Kenneth Lindmark information om detta till marinchefen Bengt Schuback och chefen för Kustflottan;
| ” | HMS STO 1990-04-02 ORIENTERING: HMS STOCKHOLMS ÖRLOGSFLAGGA HISSADES IDAG KL 0910 PÅ KASTELLET I SAMBAND MED AVGÅNG FRÅN STOCKHOLM. MÅ DEN I FORTSÄTTNINGEN FÅ BLÅSA DYGNET RUNT. SÄNDLISTA: CM, CKF, CÖRLBO. | „ |

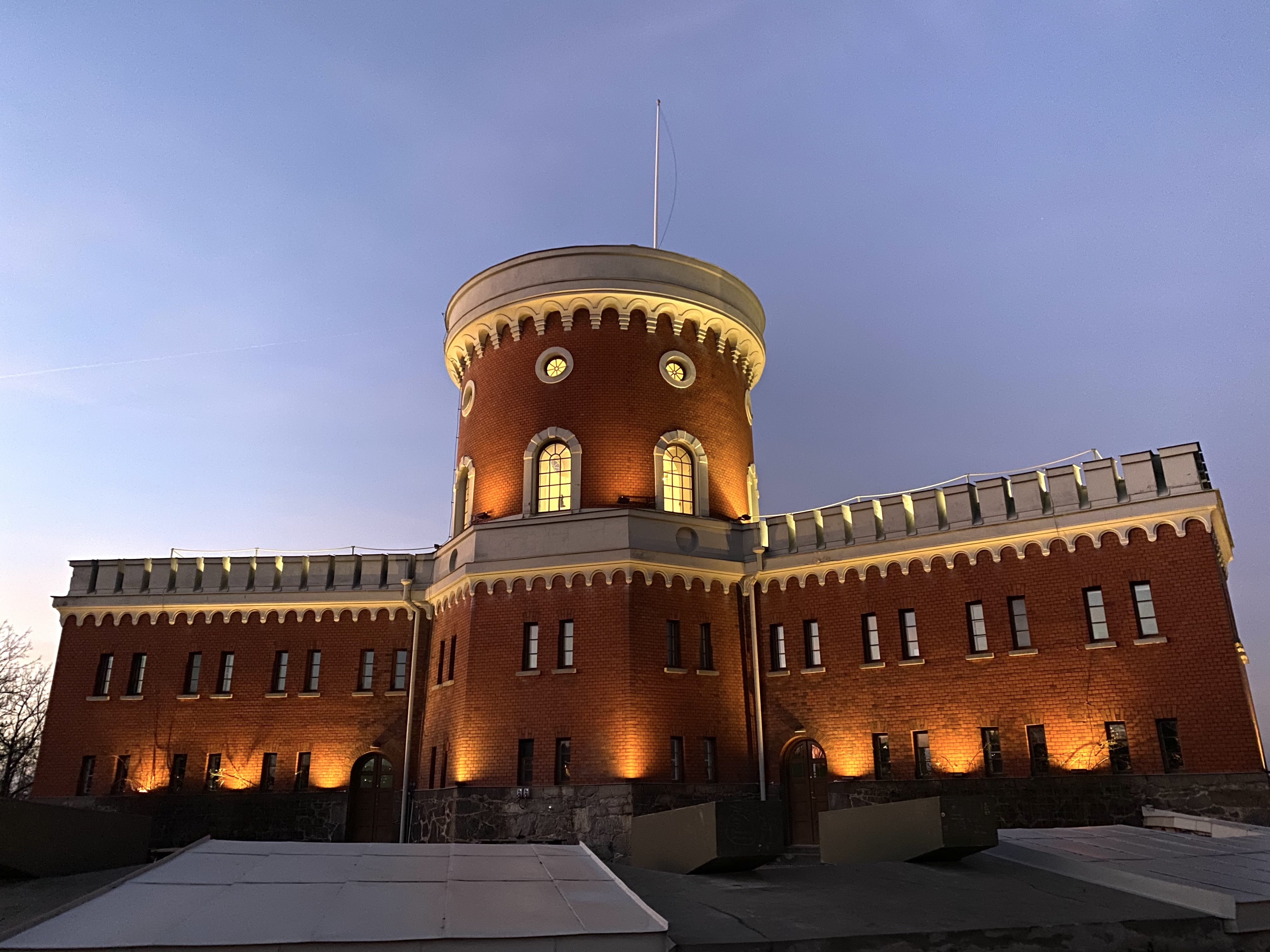
Kastellets fasad upplyst kvällstid.

Detta väckte viss uppmärksamhet på Högkvarteret. Marinchefen svarade på detta;
| ” | CM 1990-04-02 ENLIGT UPPGIFT HAR ENHET UR KUSTFLOTTAN HISSAT ÖRLOGSFLAGGAN PÅ KASTELLHOLMEN I STOCKHOLM 1990-04-02 UNDER ANGIVANDE AV SVENSK LÖSEN. INKOM SNARAST OM HURUVIDA DETTA ÄR RIKTIGT OCH VEM SOM I SÅ FALL BESLUTAT OM DETTA. | „ |

Den halades dock samma dag av Marinstaben. Dock startade detta en diskussion som ledde till att överbefälhavaren beslutade att Stockholms garnison skulle sköta hissning och halning av örlogsflaggan på Kastellet. Sedan den 6 juni 1990 åker därför två vakter ur Stockholms slotts högvakt till Kastellholmen varje dag för att hissa respektive hala ned flaggan.